# Joseph Lutula
Joseph Bonaventure Lutula La Puku Pene Omasumbu (6 de outubro de 1927 - 17 de março de 2008) foi um político quinxassa-congolês que serviu como Ministro da Agricultura do Congo-Léopoldville em 1960. Ele retomou o cargo em 1961 e manteve-o até abril de 1963, quando foi nomeado Ministro das Classes Médias e Desenvolvimento Comunitário. Ele renunciou ao governo em setembro.

## Biografia
Joseph Lutula nasceu a 6 de outubro de 1927 na aldeia de Usumba-Wembo-Nyama, território de Katako-Kombe, Congo Belga, sendo da etinia dos tetelas. Ele foi educado por metodistas ao lado de Patrice Lumumba. Em 1947 mudou-se para Stanleyville e ficou com Lumumba e Paul Kimbulu. Lutula trabalhou como empregado de escritório na administração colonial. Ele serviu como secretário de uma associação protestante de Tetela em Léopoldville. Mais tarde, vários sindicatos de Tetela se conglomeraram no Grupo Batetela e Lutula foi escolhido como o seu secretário. Lutula se juntou ao Movimento Nacional Congolês (MNC), e após a divisão do partido ele se alinhou com a facção majoritária, liderada por Lumumba, servindo no comité central. Em março de 1960, Lutula participou no Congresso Akutshu-Anamongo de Lodja, servindo como um dos secretários da conferência. Os participantes resolveram criar uma Associação de Akutshu-Anamongo para assistir o MNC nas próximas eleições gerais na província de Cassai, e Lutula recebeu o controlo da sua secretaria permanente.
Lutula publicou uma lista da MNC-Lumumba nas eleições de maio no distrito de Sancuru. Recebeu 11.917 votos preferenciais e ganhou um assento na Câmara dos Deputados. Ele foi nomeado pelo Primeiro-Ministro Lumumba para servir como Ministro da Agricultura em seu governo do recém-independente Congo-Léopoldville. Lutula e Lumumba eram os seus únicos membros vindos de Sancuru. O governo foi oficialmente investido pelo Parlamento em 24 de junho de 1960. Ele foi demitido pelo Presidente Joseph Kasa-Vubu em 12 de setembro. Após a execução de vários partidários de Lumumba em Bacuanga, em fevereiro de 1961, ele fugiu de Léopoldville e se juntou ao governo de Antoine Gizenga em Stanleyville como Ministro da Agricultura. Após uma reconciliação política nacional em agosto, Lutula retomou a sua posição no governo central sob o primeiro-ministro Cyrille Adoula. Em 17 de abril de 1963, Adoula reformulou o seu gabinete e fez dele Ministro das Classes Médias e Desenvolvimento Comunitário. Ele renunciou em setembro.
Na década de 1970, Lutula mudou-se para Quissangane (anteriormente Stanleyville), mas no final dos anos 80 retornou a Quinxassa (anteriormente Léopoldville). Ele morreu às 20:00 em 17 de março de 2008 no Hospital Biamba Marie Mutombo em Quinxassa após problemas cardíacos.